# Epalpus affinis
Epalpus affinis är en tvåvingeart som beskrevs av Ignaz Rudolph Schiner 1868. Epalpus affinis ingår i släktet Epalpus och familjen parasitflugor. Inga underarter finns listade i Catalogue of Life.